# John Hoyt
Pour les articles homonymes, voir Hoyt.
John Hoyt est un acteur, scénariste et producteur américain né le 5 octobre 1905 à Bronxville, État de New York (États-Unis), mort le 15 septembre 1991 à Santa Cruz (Californie).

## Biographie

### Jeunesse
John Hoyt, né John McArthur Hoysradt à Bronxville, dans l'État de New York, est le fils de Warren J Hoysradt, un banquier et investisseur, et d'Ethel Hoyt, née Wolf. Il entre à la Hotchkiss School et à l'université Yale, où il travaille au bureau éditorial du magazine humoristique The Yale Record. Il reçoit sa licence et sa maîtrise de Yale. Il travaille comme professeur d'histoire à la Groton School pendant deux ans.

### Début sur la scène
John Hoyt a joué le rôle de Decius Brutus dans la production Caesar (1937) du Mercury Theatre (en).
Il fait ses débuts à Broadway en 1931 dans la pièce Overture de William Bolitho Ryall. Parmi ses autres succès à Broadway au début des années 1930 se trouvent Miracle at Verdun (1930), Lean Harvest (1931), et Clear all Wires (1932). Il joue aussi dans plusieurs troupes de théâtre régional, puis rejoint le Mercury Theatre (en) d'Orson Welles en 1937 ; il reste membre tardivement jusqu'à son départ pour Hollywood en 1945. John Hoyt a continué à se produire régulièrement dans les productions de Broadway pendant les années 1930 et 1940. Pendant cette période, il joue dans plusieurs pièces, comme Valley Forge (1934), Ziegfeld Follies of 1936 (1935), The Masque of Kings (1936), Storm Over Patsy (1936) et Caesar (1937). Il a aussi travaillé comme comédien de stand-up, parfois jouant un rôle et la comédie le même jour. Son interprétation de Noël Coward est si remarquable qu'il a été engagé pour le casting original dans la comédie de Broadway The man who came to dinner (1939), dans lequel il interprète Beverley Carlton.

### Au cinéma
John Hoyt raccourci son nom en 1945, l'année précédant ses débuts dans Les Héros dans l'ombre. Il joue le strict principal Warneke dans le film Graine de violence (1955), donnant la réplique à Glenn Ford. Il joue un industriel dans le film Le Choc des mondes (1951). John Hoyt apparaît dans le film shakespearien de la MGM Jules César, reprenant le rôle de Decius Brutus (Decimus Junius Brutus Albinus) qu'il avait joué dans les productions du Mercury Theatre en 1937. En 1952, il interprète Cato dans Androclès et le Lion. En 1953, il interprète Elijah dans le film biblique Sins of Jezebel.

## Filmographie

### Cinéma
- 1946 : Les Héros dans l'ombre (O.S.S.) d'Irving Pichel : colonel Paul Meister
- 1947 : La Brune de mes rêves (My Favorite Brunette) d'Elliott Nugent : Dr Lundau
- 1947 : L'Infidèle (The Unfaithful) de Vincent Sherman : lieutenant Reynolds
- 1947 : Les Démons de la liberté (Brute Force) de Jules Dassin : Spencer
- 1948 : To the Ends of the Earth de Robert Stevenson : Bennett
- 1948 : Rencontre d'hiver (Winter meeting) de Bretaigne Windust : Stacy Grant
- 1948 : Verdict secret (Sealed Verdict) de Lewis Allen : général Otto Steigmann
- 1948 : The Decision of Christopher Blake de Peter Godfrey : M. Caldwell
- 1949 : L'Île au complot (The Bribe) de Robert Z. Leonard : Gibbs
- 1949 : Une femme joue son bonheur (The Lady Gambles) de Michael Gordon : Dr Rojac
- 1949 : Le Traquenard (Trapped) de Richard Fleischer : agent John Downey, alias Johnny Hackett
- 1949 : Si ma moitié savait ça (Everybody Does It) d'Edmund Goulding : Wilkins
- 1949 : The Great Dan Patch de Joseph M. Newman : Ben Lathrop
- 1950 : Outside the Wall de Crane Wilbur : Stoker a.k.a. Jack Bernard
- 1950 : Haines (The Lawless) de Joseph Losey : Ed Ferguson
- 1951 : La Voleuse d'amour (The Company She Keeps) de John Cromwell : juge Kendall
- 1951 : Quebec de George Templeton : père Antoine
- 1951 : Inside Straight de Gerald Mayer : Flutey Johnson
- 1951 : New Mexico (en) d'Irving Reis : sergent Harrison
- 1951 : Lost Continent de Sam Newfield : Michael Rostov
- 1951 : Le Choc des mondes (When Worlds Collide) de Rudolph Maté : Sydney Stanton (millionaire)
- 1951 : Le Renard du désert (The Desert Fox: The Story of Rommel) d'Henry Hathaway : Wilhelm Keitel
- 1952 : Les requins font la loi (en) (Loan Shark) de Seymour Friedman : Vince Phillips
- 1952 : Le Mystère du château noir (The Black Castle) de Nathan Juran : Comte Steiken
- 1952 : Androclès et le Lion (Androcles and the Lion) de Chester Erskine : Cato
- 1953 : Jules César (Julius Caesar) de Joseph L. Mankiewicz : Decius Brutus
- 1953 : Les Péchés de Jézabel (Sins of Jezebel) de Reginald Le Borg : Elijah
- 1954 : La Grande Nuit de Casanova (Casanova's Big Night) de Norman Z. McLeod : Maggiorin
- 1954 : Le Prince étudiant (The Student Prince) de Richard Thorpe : le Premier ministre
- 1954 : Désirée d'Henry Koster : Talleyrand
- 1955 : Association criminelle (The Big Combo) de Joseph H. Lewis : Nils Dreyer
- 1955 : Graine de violence (Blackboard Jungle) de Richard Brooks : M. Warneke
- 1955 : Le Cavalier au masque (The Purple Mask) de H. Bruce Humberstone : Rochet
- 1955 : Les Contrebandiers de Moonfleet (Moonfleet) de Fritz Lang : le magistrat Maskew
- 1955 : La Fille sur la balançoire (The Girl in the Red Velvet Swing) de Richard Fleischer : William Travers Jerome
- 1955 : Le Procès ou Mon fils est innocent (Trial) de Mark Robson : Ralph Castillo
- 1956 : Son ange gardien  (Forever, Darling) d'Alexander Hall : Bill Finlay
- 1956 : Le Conquérant (The Conqueror) de Dick Powell : Shaman
- 1956 : L'Attaque du Fort Douglas (Mohawk) de Kurt Neumann : Butler
- 1956 : Infamie de Russell Birdwell : Harold King, alias Harley Kendrick
- 1956 : Wetbacks : Steve Bodine
- 1956 : Death of a Scoundrel (en) de Charles Martin : M. O'Hara
- 1957 : Sierra Stranger : le shérif
- 1957 : God Is My Partner de William F. Claxton : Gordon Palmer
- 1957 : L'Ennemi public (Baby Face Nelson) de Don Siegel : Samuel Parker
- 1958 : The Beast of Budapest : professeur Ernst Tolnai
- 1958 : Attack of the Puppet People de Bert I. Gordon : M. Franz
- 1959 : Riot in Juvenile Prison : colonel Ernest Walton (warden)
- 1959 : Dans les griffes du vampire (Curse of the Undead) d'Edward Dein: Dr John Carter
- 1959 : La Proie des vautours (Never So Few) de John Sturges : colonel Reed
- 1960 : Spartacus de Stanley Kubrick : Caius
- 1962 : Les maraudeurs attaquent (Merrill's Marauders) de Samuel Fuller : général Joseph Stilwell
- 1963 : Cléopâtre (Cleopatra) de Joseph L. Mankiewicz : Cassius
- 1963 : L'Horrible Cas du docteur X (X) de Roger Corman : Dr Willard Benson
- 1964 : The Glass Cage : lieutenant Max Westerman
- 1964 : The Time Travelers d'Ib Melchior : Dr Varno
- 1965 : Two on a Guillotine de William Conrad : Carl Vickers
- 1965 : Young Dillinger (en) de Terry O. Morse : Dr Wilson
- 1965 : Operation C.I.A. de Christian Nyby : Wells
- 1966 : La parole est au colt (Gunpoint) de Earl Bellamy : le maire Osborne
- 1966 : La Bataille de la vallée du diable (Duel at Diablo) de Ralph Nelson : Chata, le chef des Apaches
- 1968 : Panic in the City d'Eddie Davis : Dr Milton Becker
- 1974 : Flesh Gordon d'Howard Ziehm et Michael Benveniste : professeur Gordon
- 1978 : A Great Ride
- 1979 : In Search of Historic Jesus (documentaire) : un homme dans la synagogue
- 1982 : Les Quarante Jours du Musa Dagh (40 Days of Musa Dagh) : le général Waggenheim
- 1985 : Recherche Susan désespérément (Desperately Seeking Susan) de Susan Seidelman : Space Commander

## Télévision
- 1954 : The Adventures of Rin Tin Tin (série télévisée) : Colonel Barker
- 1954 : For the Défense (TV) : Kenny Jason
- 1959 : The Ten Commandments (TV)
- 1960 : La Quatrième dimension (série télévisée), Les Robots du Dr Loren (The Lateness of the Hour),Y a-t-il un Martien dans la salle ?
- 1960 : Les Incorruptibles (série télévisée),  Le Coup de filet
- 1963 : Boston Terrier (TV) : Juge Josiah Bowditch
- 1965 : Memorandum for a Spy (TV) : Lowell Ritchards
- 1966 : Fame Is the Name of the Game (TV) : Larkin
- 1966 et 1968 : Les Mystères de l'Ouest (The Wild Wild West), de Michael Garrison (série télévisée)
  - La Nuit du Marionnettiste (The Night of the Puppeteer), Saison 1 épisode 21, de Irving J. Moore (1966): Justice Vincent Chayne
  - La Nuit de l'Epidémie (The Night of the Plague), Saison 4 épisode 24, de Irving J. Moore (1968) : le guide
- 1966 : Star Trek (série télévisée) - Saison 1 : épisode La Ménagerie : Dr Phillip Boyce
- 1967 : Winchester 73 (TV) : Sunrider
- 1970 : The Intruders (en) (TV) : Appleton
- 1970 : Le Virginien (TV) saison 8 épisode 17 (Holocaust) : John Weston
- 1972 : Welcome Home, Johnny Bristol (TV) : le ministre
- 1972 : Return to Peyton Place (série télévisée) : Martin Peyton (1972-1974)
- 1975 : The Turning Point of Jim Malloy (TV) : Harry Longden
- 1975 : The Turning Point of Jim Malloy (TV) : Harry Longden
- 1977 : The Rhinemann Exchange (feuilleton TV) : le scientifique allemand
- 1978 : The Winds of Kitty Hawk (TV) : professeur Samuel Langley
- 1979 : Nero Wolfe (en) (TV) : Hewitt
- 1986 : Alvin Goes Back to School :  M. Quickstudy

### Scénariste
- 1964 : The Glass Cage

### Producteur
- 1964 : The Glass Cage